# Kalin Twins
Die Kalin Twins waren ein US-amerikanisches Popmusikduo, das in den späten 1950er Jahren erfolgreich war.

## Bandgeschichte
Die Kalin Twins bestanden aus den Zwillingen Harold und Herbert Kalin. Schon während ihrer Kindheit sangen sie zusammen und nach dem Abschluss an der Port Jervis High School 1952 wollten sie eine gemeinsame Musikkarriere starten. Dies mussten sie aber erst einmal vier Jahre zurückstellen, während derer Harold als Funker von der US Air Force eingezogen wurde.
1956 nahmen sie eine Demo-Single auf und über den Songwriter Clint Ballard konnten sie sich erfolgreich beim Plattenlabel Decca bewerben. Eine erste Single brachte noch keinen Erfolg, aber für ihre zweite Veröffentlichung entdeckten sie den Song When von Paul Evans und Jack Reardon. Das Lied wurde zu einem weltweiten Hit und war in Großbritannien fünf Wochen lang die Nummer 1. In den USA war es Nummer 1 der R&B-Charts und kam in den Pop-Charts wie in Deutschland unter die Top 5. When erreichte Gold-Status in den USA und verkaufte sich weltweit über zwei Millionen Mal.
International sollte es ihr einziger Erfolg bleiben. In den USA kam die Nachfolgesingle Forget Me Not immerhin noch auf Platz 12. 1959 kamen sie noch zweimal in die US-Charts, danach war ihre Hit-Zeit aber wieder vorbei. Bis 1962 nahmen die Zwillinge Platten auf und zogen sich dann mit dem Aufkommen der Beatles und Stones ins Berufsleben zurück.
Ab 1977 traten sie wieder gemeinsam oder zu dritt mit ihrem jüngeren Bruder Jack, dann als Kalin Brothers, auf, nachdem ein befreundeter Nachtclubbesitzer sie für seinen neuen River Boat Club engagiert hatte. Auch versuchten sie es noch einmal mit Single-Veröffentlichungen. Einen letzten großen Auftritt hatten sie 1989 beim 30-jährigen Bühnenjubiläum von Cliff Richard, der damals im Vorprogramm ihrer Englandtour seine Karriere begonnen hatte.
Harold Kalin starb im August 2005 bei einem Autounfall und Herbert nur elf Monate später an einem Herzinfarkt.

## When
Das Lied When, das die Kalin Twins zum Hit gemacht hatten, gehört zu den Oldie-Klassikern, die im Lauf der Jahre immer wieder erfolgreich gecovert wurden. 1974 brachte John Kincade seine Version des Lieds bis in die deutschen Top 10 und drei Jahre später nahmen Showaddywaddy den Song auf und erreichten Platz 9 in Deutschland und sogar Platz 3 in Großbritannien.
Eine deutsche Version unter dem Titel Wenn war 1958 zudem der erste Hit der James Brothers alias Peter Kraus und Jörg Maria Berg.

## Mitglieder
- Harold ‘Hal’ Kalin (* 16. Februar 1934 in Port Jervis, New York; † 23. August 2005 in Waldorf, Maryland)
- Herbert ‘Herbie’ Kalin (* 16. Februar 1934 in Port Jervis, New York; † 21. Juli 2006)

## Diskografie
Singles
- 1956: Beggar of Love / The Spider and the Fly (Demo Single)
- 1957: Jumpin’ Jack / Walkin’ to School
- 1958: When
- 1958: Forget Me Not
- 1959: Oh! My Goodness
- 1959: It’s Only the Beginning
- 1959: Sweet Sugar Lips
- 1966: Sometimes It Comes, Sometimes It Goes
- 1978: Silver Seagull
- 1979: American Eagle